# Listă de bănci centrale
| Locul      | Numele instituției                                        | Data înființării  |
| ---------- | --------------------------------------------------------- | ----------------- |
| Suedia     | Banca centrală a Suediei - Sveriges Riksbank              | 1656              |
| Anglia     | Banca Angliei - Bank of England                           | 27 iulie 1694     |
| Spania     | Banco de España                                           | 1782              |
| Franța     | Banca Franței - Banque de France                          | 18 ianuarie 1800  |
| Olanda     | De Nederlandsche Bank                                     | 1814              |
| Austria    | Banca centrală a Austriei - Oesterreichische Nationalbank | 1 iunie 1816      |
| Danemarca  | Danmarks Nationalbank                                     | 1 august 1818     |
| Portugalia | Banco de Portugal                                         | 19 noiembrie 1846 |
| Belgia     | Nationale Bank van België/Banque nationale de Belgique    | 5 mai 1850        |
| Rusia      | Banca centrală a Rusiei - Банк России                     | 1860              |
| Bulgaria   | Banca centrală a Bulgariei - Българска народна банка      | 25 ianuarie 1879  |
| România    | Banca Națională a României                                | aprilie 1880      |
| Japonia    | Nippon Ginkō - 日本銀行                                   | 1882              |
| Serbia     | Banca Națională a Serbiei - Narodna banka Srbije          | 1884              |
| Italia     | Banca d'Italia                                            | 1893              |
| Ungaria    | Magyar Nemzeti Bank                                       | 24 mai 1924       |
| Argentina  | Banco Central de la República Argentina                   | 28 mai 1935       |
| Grecia     | Banca Greciei - Τράπεζα της Ελλάδος                       | 1927              |
| Polonia    | Banca Națională a Poloniei - Narodowy Bank Polski         | 1945              |
| Germania   | Deutsche Bundesbank                                       | 1957              |
| Brazilia   | Banco Central do Brasil                                   | 21 decembrie 1964 |
| Cehia      | Česká národní banka                                       | 1993              |